# Oxolamin
Az oxolamin (INN: oxolamine) légúti fertőzések okozta köhögés elleni gyógyszer. A tüdő és a hörgők köhögésreceptorainak gátlásával hat.

## Készítmények
Az oxolamint alkalmazzák önállóan, citrát, foszfát vagy hidroklorid formában és más szerekkel kombinációban.
Magyarországon nincs forgalomban oxolamin-tartamú készítmény.